# Macromitrium suberosulum
Macromitrium suberosulum är en bladmossart som beskrevs av Edwin Bunting Bartram 1940. Macromitrium suberosulum ingår i släktet Macromitrium och familjen Orthotrichaceae. Inga underarter finns listade i Catalogue of Life.